# Filimanus xanthonema
Filimanus xanthonema is een straalvinnige vissensoort uit de familie van de draadvinnigen (Polynemidae). De wetenschappelijke naam van de soort is voor het eerst geldig gepubliceerd in 1831 door Valenciennes.